# Niles (Míchigan)
Niles es una ciudad en los condados de Berrien y Cass en el estado de Míchigan, EE. UU., cerca de South Bend, Indiana. La población era 12 204 habitantes en el censo de 2000. Es la mayor población de las dos principales ciudades del área estadística metropolitana Niles-Benton Harbor, Míchigan.
Ubicada principalmente en el condado de Berrien, Niles se encuentra a orillas del río Saint Joseph, en el sitio donde los franceses fundaron el Fuerte de San José (Fort Saint-Joseph) en 1697 para proteger la misión jesuítica establecida por primera vez en 1691. 
Después de 1761, fue ocupado por los británicos y fue capturado el 25 de mayo de 1763 por los nativos americanos durante la rebelión de Pontiac. Los británicos volvieron a tomar la fortaleza, pero no fue reocupada y sirvió como un puesto comercial. 
En respuesta al intento de ataque inglés a San Luis de Ilinués en enero de 1781 el gobernador español Francisco Cruzat envió a 65 integrantes de la Milicia de San Luis y algunos indígenas aliados al mando del español de origen francés Eugène Purré, apodado “Beausoleil” (Bellosol); tal tropa tras remontar el Misisipi y el Illinois conquistó al fuerte inglés de Saint Joseph (actualmente Niles) en Míchigan, tras hacer flamear el pabellón español en el mismo, el fuerte inglés fue destruido trayendo las fuerzas españolas banderas inglesas como trofeo (véase: Expedición española a Fort St. Joseph (1781) durante la Guerra de la Independencia de Estados Unidos. 
La presencia de estas tres potencias europeas en la zona, así como los Estados Unidos, ha hecho que la ciudad de Niles ganara el apodo de «la ciudad de las cuatro banderas».
La ciudad fue nombrada después por Hezekiah Niles (editor del “Niles Register”, un periódico de Baltimore). La ciudad de Niles, tal como existe hoy en día se fundó en 1827.
- Datos: Q2442951
- Multimedia: Niles, Michigan / Q2442951